# Rosa luciae
Rosa luciae är en rosväxtart som beskrevs av Adrien René Franchet och Rochebr.. Rosa luciae ingår i släktet rosor, och familjen rosväxter.

## Underarter
Arten delas in i följande underarter:
- R. l. formosana
- R. l. rosea
- R. l. euluciae
- R. l. appendiculata
- R. l. parvifolia
- R. l. paniculata
- R. l. nakaiana
- R. l. fimbriata
- R. l. poteriifolia
- R. l. adenophora
- R. l. crataegicarpa
- R. l. plena
- R. l. parvifolia
- R. l. glandulifera
- R. l. aculeatissima
- R. l. rosea
- R. l. ohwii
- R. l. plena
- R. l. luciae
- R. l. wichuraiana
- R. l. taquetiana
- R. l. genuina
- R. l. paniculata

## Bildgalleri

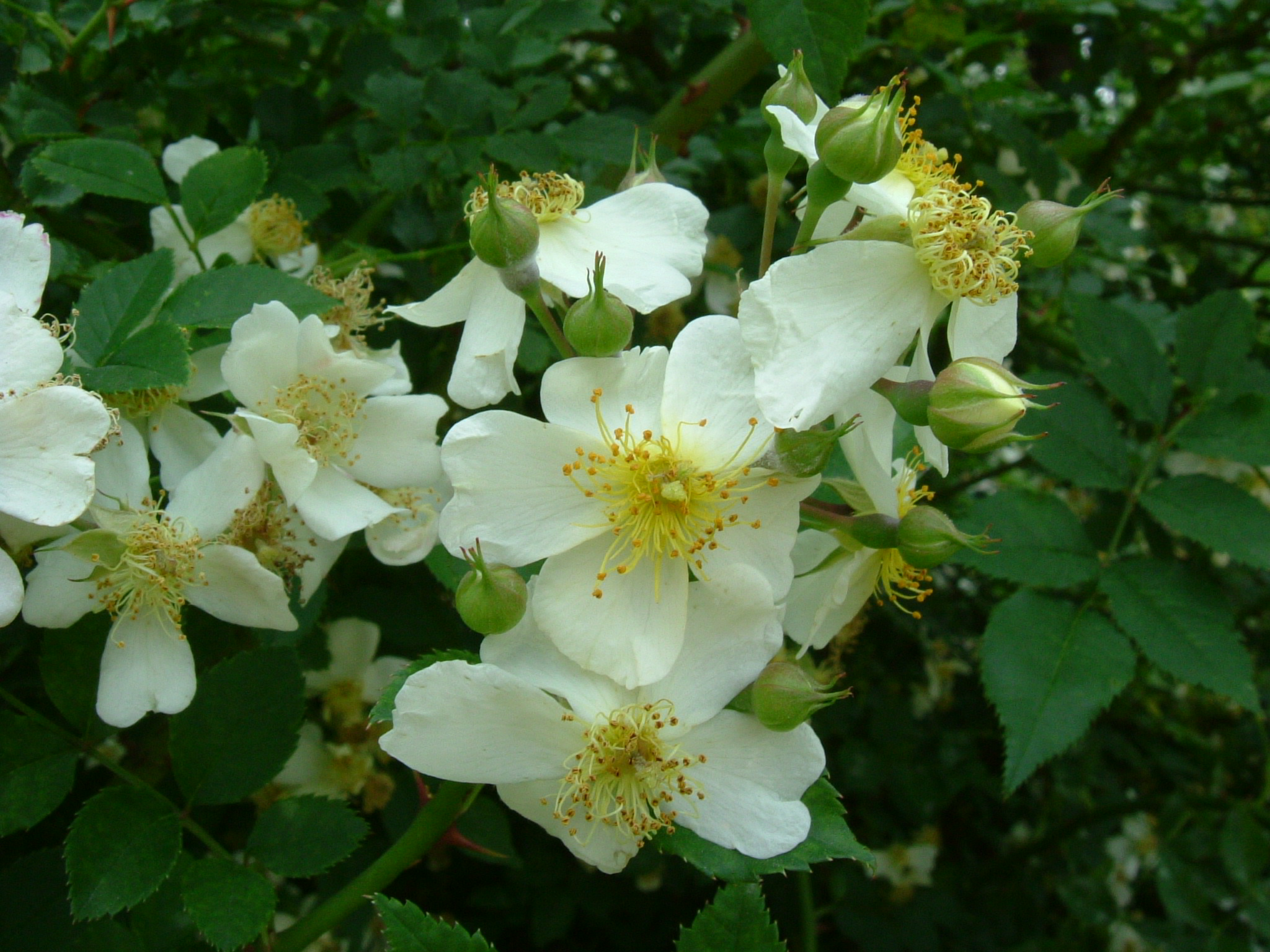
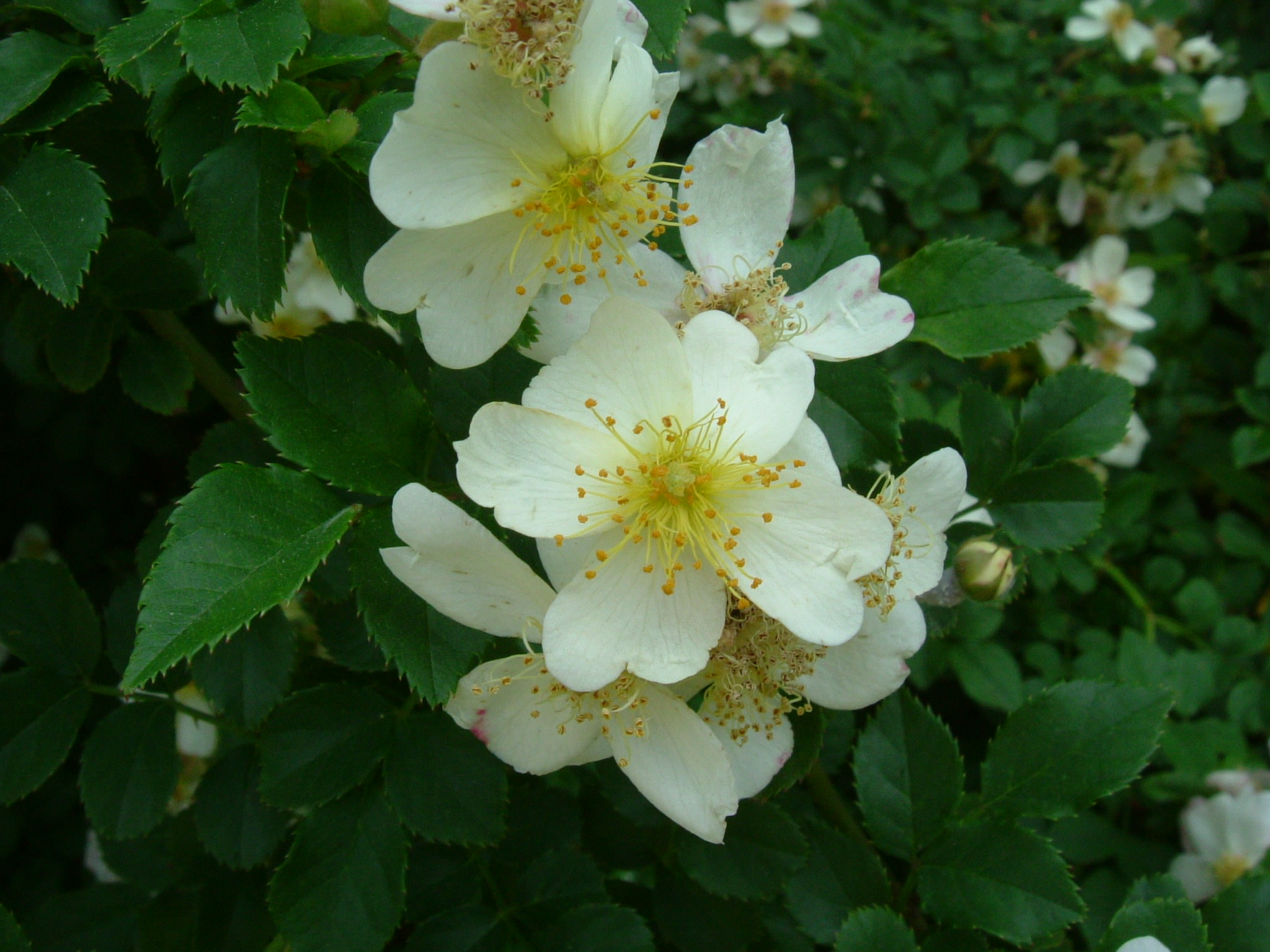
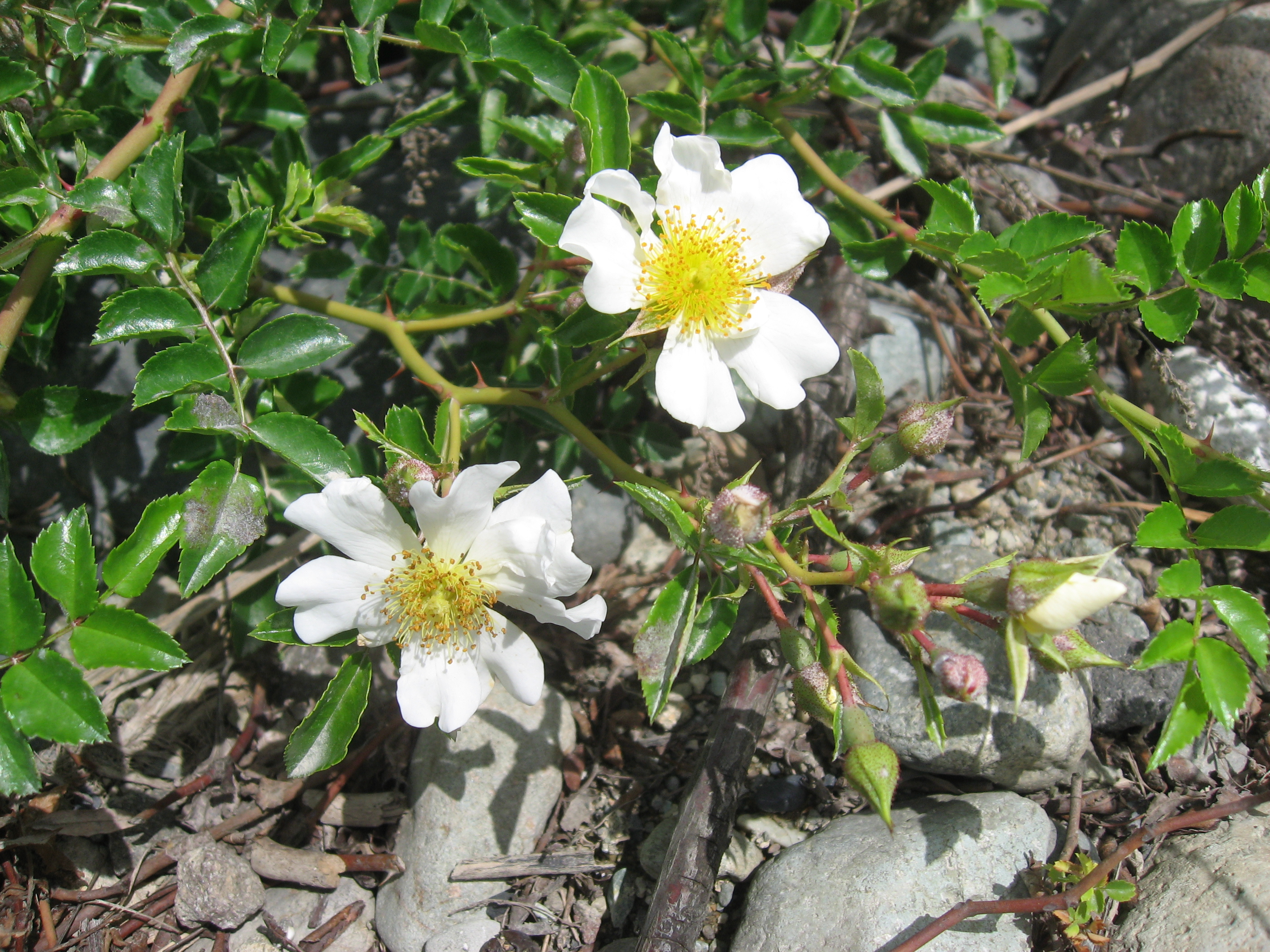
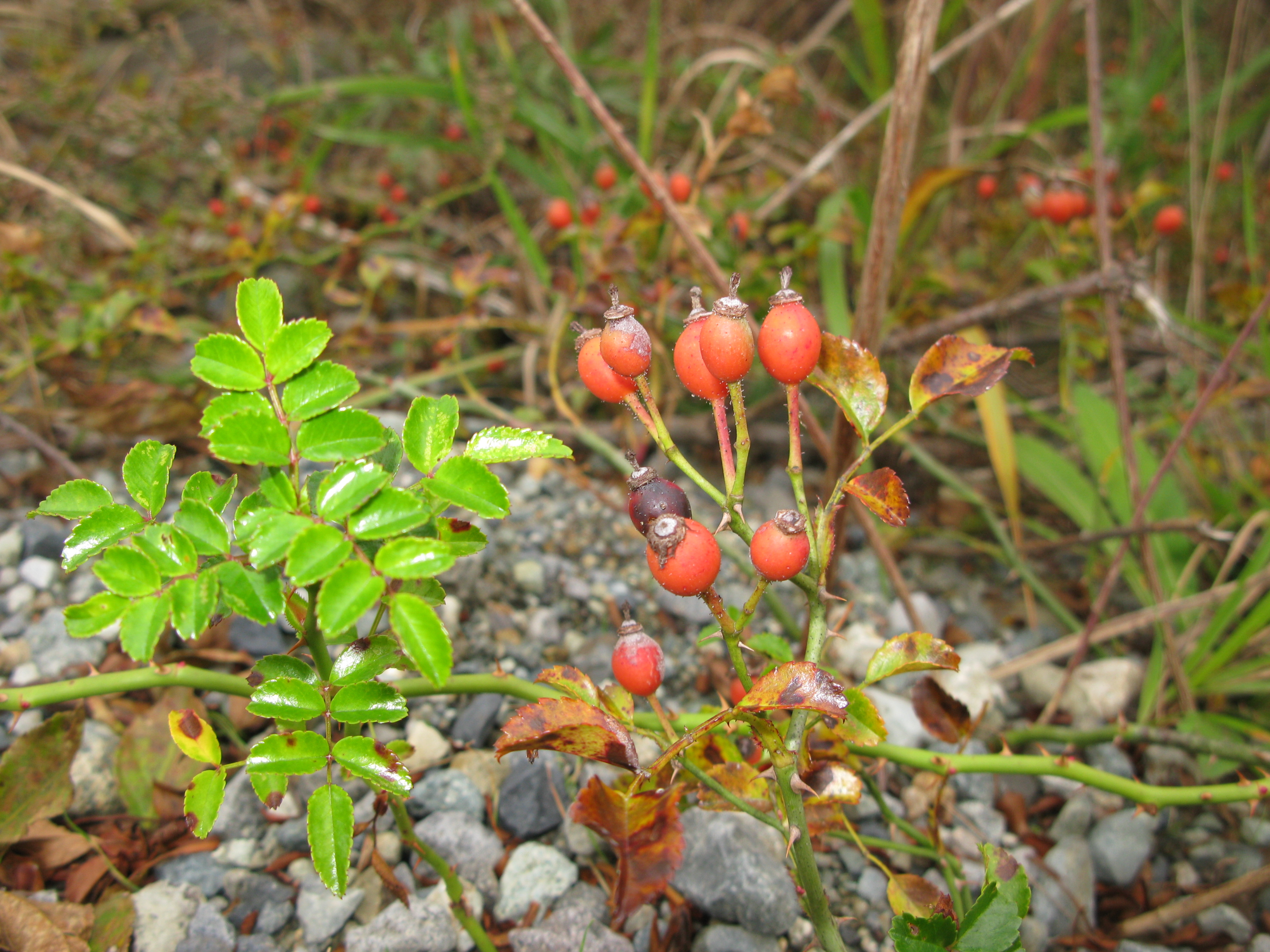
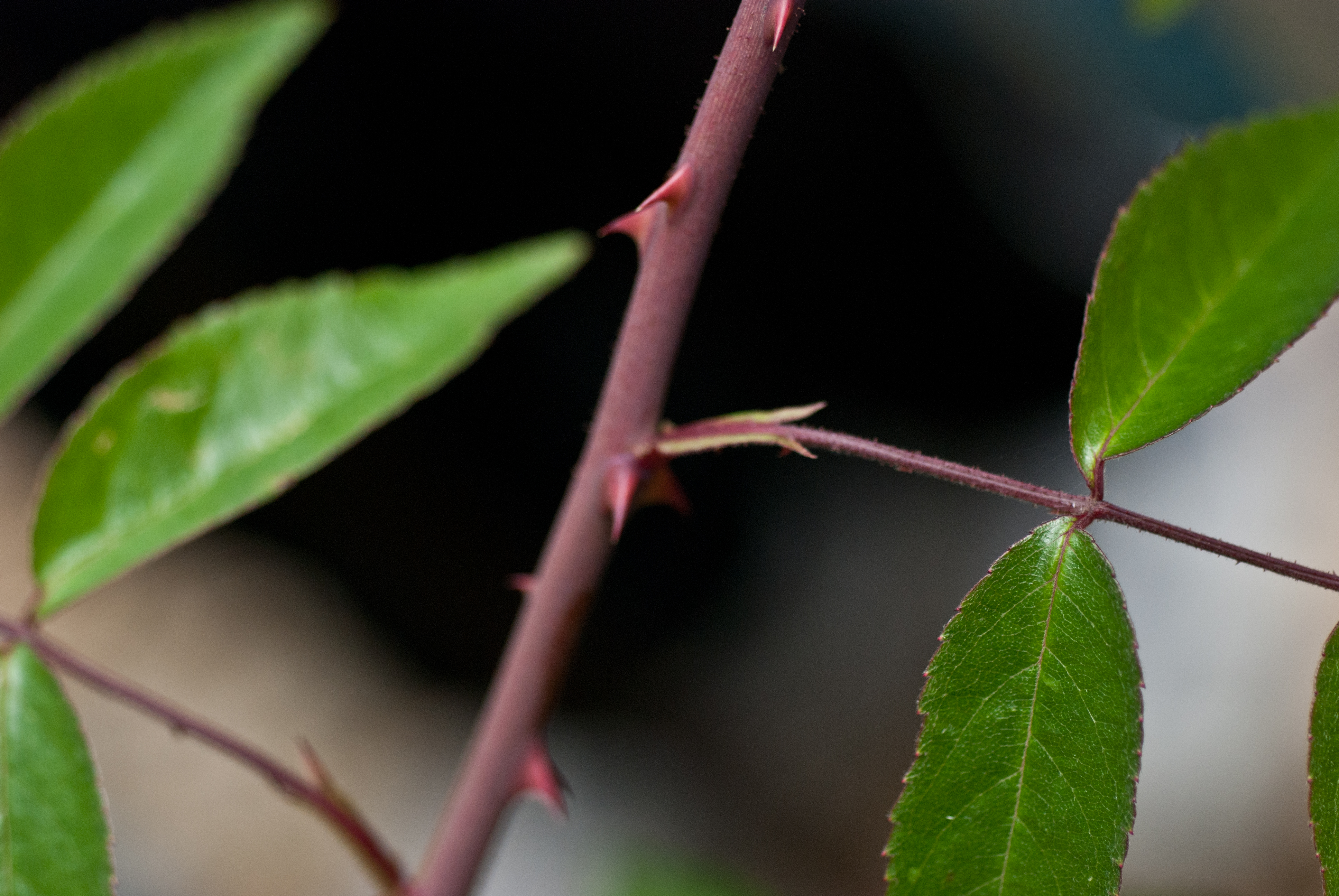
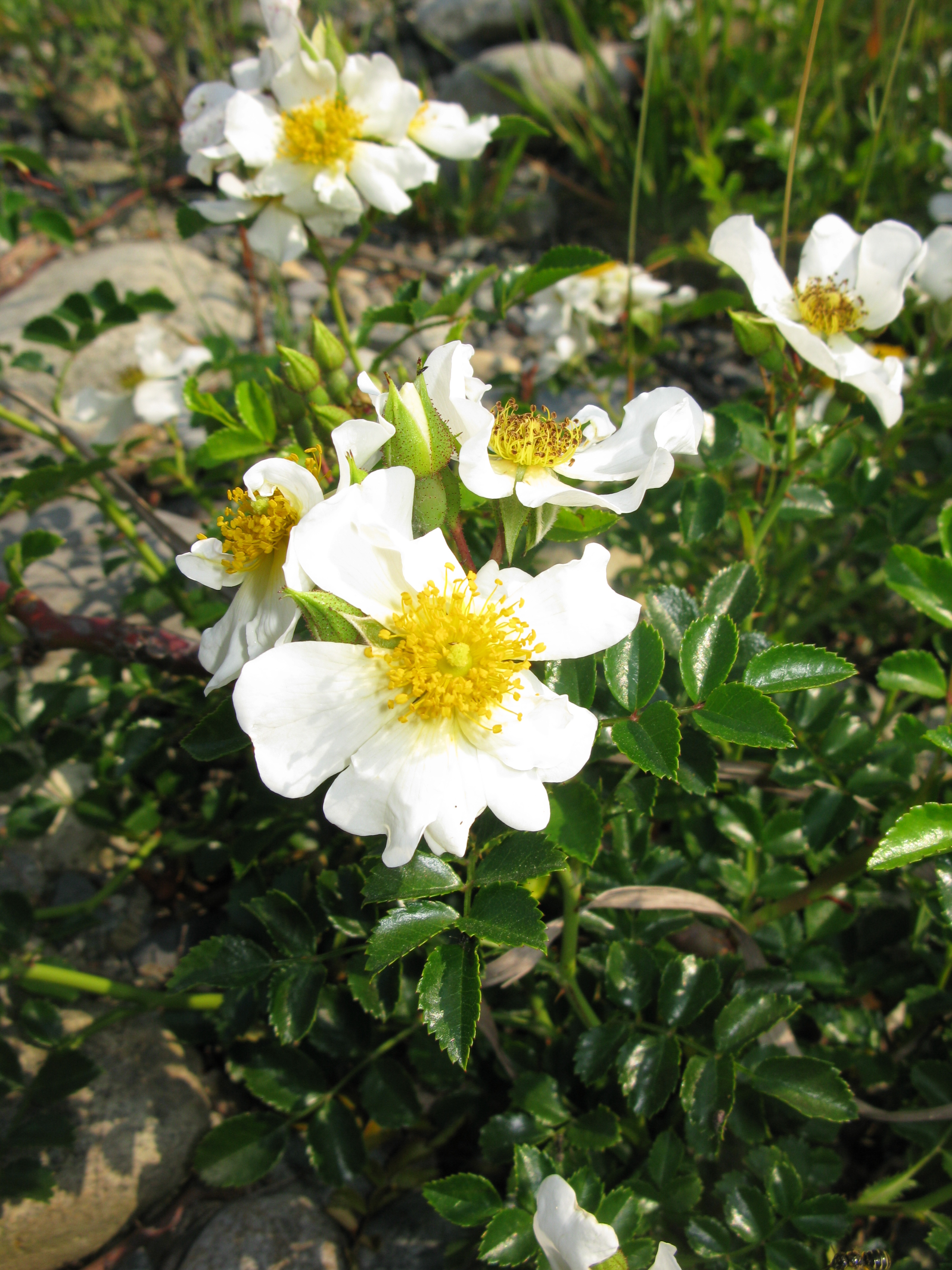